# Nafza
Nafza es el nombre de una tribu bereber, perteneciente a los Butr, y del país que ocupan en Túnez. El gentilicio es nafzí.
Los grupos nafzís aparecen en la Edad Media entre Fez y Túnez incluyendo el Magreb central y el Rif. Un grupo llegó a la península ibérica y se asentó en el valle del Guadiana, por encima de Mérida, donde tenían una fortaleza llamada Hisn um Djafar; un pequeño número se trasladó a Játiva. Táriq ibn Ziyad pertenecía a esta tribu. Los nafzís eran partidarios de los Omeyas de Abd al-Rahman I, cuya madre era una prisionera de la tribu; antes de llegar el omeya a al-Ándalus permaneció en Nakur en el Rif, donde se había establecido un grupo nafzí.
El grupo principal se estableció en Ifriqiya en el este de la Krumiria. La ciudad de Nazfa o Nefza que toma el nombre de la tribu, está situado a 150 km al oeste de Túnez.